# メイ・リー
メイ・リー（“May” Lee Jinju）は、SNKの対戦型格闘ゲーム『ザ・キング・オブ・ファイターズ』シリーズに登場する架空の人物。韓国版では名前がイ・ジンジュ（Lee Jinju、李珍珠）となっている。
日本語版の担当声優は川上とも子。『KOF ALLSTAR』では田中あいみ。

## キャラクターの設定
『ザ・キング・オブ・ファイターズ』（以下『KOF』と表記）の第8作目である『KOF2001』（以下『2001』と表記）でデビューした少女格闘家。
キム・カッファンの弟子であり、特撮ヒーローマニアで正義感の強い少女。それゆえ当人も正義の使者になるのを夢見ている。
外見は両手にグローブをはめ、頭にメガネを乗せて、カエルの顔が描かれたTシャツを着ており、ベルトを装備している。ゲーム中でヒーローモード（後述する）になると、グローブの形とカエルの絵柄とTシャツの形が変化して、首にマフラーを巻いている。このグローブとマフラーは「ある人」に貰ったメイの大切なものだが、その送り主は不明。
『2001』では交通事故で出場できなかったジョン・フーンに代わってKOFに出場し、エンディングでは大会終了後に韓国の民衆から賞賛された。同作におけるネスツチームのメンバーとの対戦前デモでは先述の正義感から「出たわね、ネスツの改造人間!」という趣旨のセリフを言う。
『KOF2002』（以下『2002』と表記）ではチームが3人制になったので、不知火舞とユリ・サカザキとともに女性チームを結成した。
『KOF2003』以降の『KOF』シリーズでは諸事情により出番がないが、アンヘルとともにPlayStation 2版『KOF NEOWAVE』（以下『NEO WAVE』と表記）に隠しキャラクターとして登場し、『2002』のリメイク版『KOF2002 UNLIMITED MATCH』（以下『2002UM』と表記）にも登場している。
『2002』と『NEOWAVE』ではスタンダードモード（後述する）の必殺技の名称がすべて英語になっている。

## ゲーム上の性能
テコンドーの技を使う「スタンダードモード」とヒーロー風ファイトの技を使う「ヒーローモード」という2種類の構えがあり、用途によって性能が変わる。特に後者は使用するとガードや通常投げが使用不能になるが、攻撃力が強化される。

## 技の解説

### スタンダードモード

#### 特殊技
空刹撃
ケズリ効果のあるリーチの長い蹴り。『2001』のみ使用する。
構え変更/変身
ヒーローモードに移行する。

#### 通常投げ
表演舞/裏演舞
単なる投げ飛ばしで、両者の違いは投げる方向のみ。『2001』のみ使用する。
クロゥスウィング
相手をつかんで、顔面を蹴りつける。
スワンサークル
相手の後ろに回り込んで、蹴りをいれる。

#### 必殺技
三連脚
3回まで出せる連続キック。『2001』のみ使用する。
ライトニングニードル/龍尾脚
スピニングエッジ/風車脚
アプローチングビートル/心突脚
ディノサウルスフットプリント/虎尾脚
ソードフィッシュ/頭骨脚
我打反襲/ブレイジングインターセプト
イントゥスカイ/双星脚
サプライズエアー/太陽脚
サプライズエアーフィニッシュ/落陽脚

#### 超必殺技
流月臨脚
『2001』でのみ使用する乱舞攻撃。
神獣脚/ゴッズテイルティンカーベル
飛びカカト落とし&前蹴りの連係攻撃。
ディスポジションフロッグ
『2002』で追加された技。相手を蹴り上げて叩きつけ、殴りまくる。
この技を使うと強制的にヒーローモードになるため、『2002UM』でも技名が変更されていない。

### ヒーローモード

#### 特殊技（ヒーローモード）
ヒーロー受け
上段攻撃や打撃技を防御する。
スライディング
滑り込み下段キック。
構え変更/変身
スタンダードモードに移行する。

#### 必殺技（ヒーローモード）
フルスイングチョップ
両手を振り下ろすチョップ。
メイ・リーチョ〜ップ!
空中から繰り出すチョップ。
メイ・リーキ〜ック!
『2001』のみ使用する空中からの錐揉みキック。
シャイニングサンダーブロウ
『2002』から使用する突進パンチ。
メイ・リーブレイク
相手を掴んだ後で蹴り飛ばすコマンド投げ。

#### 超必殺技（ヒーローモード）
メイ・リー ダイナミック!
空中連続攻撃のあと、地上で連続攻撃を仕掛ける乱舞技。
メイ・ジ・エンド
「フルスイングチョップ」を相手に喰らわせた後に飛び蹴りをして、最後に相手を爆破する技。
キーオブビクトリー
メイが2人に分身して、相手を攻撃するMAX2。

## その他
『2001』に登場した際には、俗に「ピョン吉モード」というバグ技が存在しており、同モードでの動作にゲームそのものをフリーズさせるものがあったことから、ゲームセンターでは「メイのバグ技使用禁止」という張り紙をしている所もあった。『2002』ではこれが改善されている。
『SNK VS. CAPCOM SVC CHAOS』のキムのエンディングでは、道着姿のメイがカメオ登場している。
『KOF MAXIMUM IMPACT 2』のチェ・リムのシークレットコスチュームにはメイの衣装が存在する。

## 関連人物
- キム・カッファン - 師匠、『KOF2001』でのチームメイト
- チャン・コーハン - 『KOF2001』でのチームメイト
- チョイ・ボンゲ - 『KOF2001』でのチームメイト
- ジョン・フーン - 師匠の同門
- 不知火舞 - 『KOF2002』でのチームメイト
- ユリ・サカザキ - 『KOF2002』でのチームメイト
- 李香緋 - 『KOF2002UM』でのチームメイト
- 四条雛子 - 『KOF2002UM』でのチームメイト